# Blepharidophyllaceae
Blepharidophyllaceae är en familj av bladmossor. Blepharidophyllaceae ingår i ordningen Jungermanniales, klassen Jungermanniopsida, divisionen bladmossor och riket växter. Enligt Catalogue of Life omfattar familjen Blepharidophyllaceae 2 arter. 
Kladogram enligt Catalogue of Life:
| Blepharidophyllaceae | \| \| Blepharidophyllum \| \| \| \| \| \| Clandarium \| \| \| \| |
|                      | \| \| Blepharidophyllum \| \| \| \| \| \| Clandarium \| \| \| \| |
|                      | Blepharidophyllum                                                |
|                      |                                                                  |
|                      | Clandarium                                                       |
|                      |                                                                  |